# Chitrella transversa
Espèce
Synonymes
- Obisium transversum Banks, 1909

Chitrella transversa est une espèce de pseudoscorpions de la famille des Syarinidae.

## Distribution
Cette espèce est endémique des États-Unis. Elle se rencontre au Nouveau-Mexique et au Colorado.

## Description
Les mâles mesurent de 2,2 à 2,75 mm et les femelles de 2,5 à 3,15 mm.

## Systématique et taxinomie
Cette espèce a été décrite sous le protonyme Obisium transversum par Banks en 1909. Elle est placée dans le genre Microcreagris par Beier en 1932 puis dans le genre Chitrella par Hoff en 1956.

## Publication originale
- Banks, 1909 : New Pseudoscorpionida. Canadian Entomologist, vol. 41, p. 303-307 (texte intégral).